# Циркуль (галактика)
Циркуль (ESO 097-13) — галактика, находящаяся в созвездии Циркуль. Расположена 4 градусами ниже плоскости нашей Галактики; будучи удалённой от Земли на 13 млн световых лет, является одной из ближайших ко Млечному пути звёздных систем.
Средний возраст звёзд в галактике оценивается в 4 ⋅ 10⁷ — 1,5 ⋅ 10⁸ лет. Предположительно, в центре галактики Циркуля находится чёрная дыра массой 4 ⋅ 10⁶ M⊙.
В 1995 или 1996 году в галактике произошёл взрыв сверхновой, получившей обозначение SN 1996cr.
Данная звёздная система была открыта в 1977 году.